# Liste der Mitglieder des Consiglio Grande e Generale (28. Legislaturperiode)
Die Liste gibt einen Überblick über alle Abgeordneten des Consiglio Grande e Generale, der Legislative San Marinos, in der 28. Legislaturperiode von 2012 bis 2016.

## Zusammensetzung
Nach den Parlamentswahlen vom 11. November 2012 setzt sich der Consiglio Grande e Generale wie folgt zusammen.
| Mitglied des Consiglio Grande e Generale | geb. | Koalition               | Liste     | Listenplatz | Kommentar |
| ---------------------------------------- | ---- | ----------------------- | --------- | ----------- | --- |
| Denis Amici                              | 1972 | San Marino Bene Commune | PDCS-NS   | 17          | |
| Paride Andreoli                          | 1956 | Intesa per il Paese     | PS        | 2           | 21. März 2016 Mandatsverzicht                                                                                      |
| Gloria Arcangeloni                       | 1978 |                         | RETE      | 4           | 11. Oktober 2013 Mandatsverzicht                                                                                   |
| Marco Arzilli                            | 1971 | San Marino Bene Commune | PDCS-NS   | 5           | Minister |
| Luca Beccari                             | 1974 | San Marino Bene Commune | PDCS-NS   | 24          | Nachrücker für Minister                                                                                            |
| Andrea Belluzzi                          | 1968 | San Marino Bene Commune | PSD       | 10          | |
| Iro Belluzzi                             | 1964 | San Marino Bene Commune | PSD       | 2           | Minister |
| Fabio Berardi                            | 1959 | San Marino Bene Commune | PDCS-NS   | 7           | |
| Gian Nicola Berti                        | 1960 | San Marino Bene Commune | PDCS-NS   | 13          | |
| Maria Luisa Berti                        | 1971 | San Marino Bene Commune | PDCS-NS   | 3           | |
| Denise Bronzetti                         | 1972 | San Marino Bene Commune | PSD       | 1           | ab 16. September 2013 unabhängige Abgeordnete                                                                      |
| Stefano Canti                            | 1975 | San Marino Bene Commune | PDCS-NS   | 21          | |
| Augusto Casali                           | 1949 | Intesa per il Paese     | PS        | 8           | ab 26. April 2016 Nachrücker für Rossano Fabbri                                                                    |
| Gian Carlo Capicchioni                   | 1956 | San Marino Bene Commune | PSD       | 8           | seit 22. Oktober 2014 Minister                                                                                     |
| Enrico Carattoni                         | 1985 | San Marino Bene Commune | PSD       | 15          | 22. Mai 2015 Nachrücker für Stefano Macina                                                                         |
| Alessandro Cardelli                      | 1991 | San Marino Bene Commune | PDCS-NS   | 23          | Nachrücker für Minister                                                                                            |
| Simone Celli                             | 1982 | Intesa per il Paese     | PS        | 1           | |
| Massimo Cenci                            | 1967 | San Marino Bene Commune | PDCS-NS   | 14          | |
| Giovanna Cecchetti                       | 1975 | Intesa per il Paese     | PS        | 10          | ab 18. Mai 2016 Nachrückerin für Paride Andreoli                                                                   |
| Manuel Ciavatta                          | 1976 | San Marino Bene Commune | PDCS-NS   | 11          | |
| Roberto Ciavatta                         | 1976 |                         | RETE      | 2           | |
| Valeria Ciavatta                         | 1959 | San Marino Bene Commune | AP        | 4           | |
| Paolo Crescentini                        | 1973 | Intesa per il Paese     | PS        | 3           | |
| Alessandro De Biagi                      | 1975 | Intesa per il Paese     | PS        | 7           | erklärte am 22. Juni 2016 seinen Rücktritt dieser wurde von Consiglio Grande e Generale am 18. Juli 2016 abgelehnt |
| Rossano Fabbri                           | 1975 | Intesa per il Paese     | PS        | 4           | erklärte am 18. Februar 2016 seinen Rücktritt                                                                      |
| Claudio Felici                           | 1960 | San Marino Bene Commune | PSD       | 5           | bis 22. Oktober 2014 Minister; 21. Mai 2015 Mandatsverzicht                                                        |
| Matteo Fiorini                           | 1978 | San Marino Bene Commune | AP        | 3           | bis 18. April 2014 Minister                                                                                        |
| Ivan Foschi                              | 1973 | Cittadinanza attiva     | SU        | 3           | |
| Milena Gasperoni                         | 1961 | San Marino Bene Commune | PSD       | 16          | 22. Mai 2015 Nachrückerin für Claudio Felici                                                                       |
| Marco Gatti                              | 1967 | San Marino Bene Commune | PDCS-NS   | 9           | |
| Remo Giancecchi                          | 1969 | Intesa per il Paese     | UpR       | 9           | 12. Dezember 2014 Nachrücker für Pier Marino Mularoni; ab 29. Juli 2015 unabhängiger Abgeordneter                  |
| William Giardi                           | 1964 | Intesa per il Paese     | UpR       | 4           | ab 29. Juli 2015 unabhängiger Abgeordneter                                                                         |
| Gerardo Giovagnoli                       | 1976 | San Marino Bene Commune | PSD       | 7           | |
| Luca Lazzari                             | 1978 | Cittadinanza attiva     | SU        | 6           | 17. Juni 2013 Nachrücker für Alessandro Rossi; ab 7. März 2014 unabhängiger Abgeordneter                           |
| Giovanni Lonfernini                      | 1976 | Intesa per il Paese     | UpR       | 1           | 20. November 2014 Mandatsverzicht                                                                                  |
| Teodoro Lonfernini                       | 1976 | San Marino Bene Commune | PDCS-NS   | 4           | Minister |
| Stefano Macina                           | 1956 | San Marino Bene Commune | PSD       | 12          | Nachrücker für Minister; 21. Mai 2015 Mandatsverzicht                                                              |
| Alessandro Mancini                       | 1975 | Intesa per il Paese     | PS        | 5           | |
| Gian Marco Marcucci                      | 1954 | Intesa per il Paese     | UpR       | 5           | 20. November 2014 Mandatsverzicht                                                                                  |
| Tony Margiotta                           | 1973 | Cittadinanza attiva     | SU        | 5           | |
| Luigi Mazza                              | 1960 | San Marino Bene Commune | PDCS-NS   | 18          | |
| Augusto Michelotti                       | 1950 | Cittadinanza attiva     | SU        | 4           | |
| Francesca Michelotti                     | 1952 | Cittadinanza attiva     | SU        | 2           | |
| Oscar Mina                               | 1958 | San Marino Bene Commune | PDCS-NS   | 15          | |
| Francesco Morganti                       | 1982 | San Marino Bene Commune | PSD       | 9           | |
| Giuseppe Maria Morganti                  | 1955 | San Marino Bene Commune | PSD       | 4           | Minister |
| Annamaria Muccioli                       | 1964 | San Marino Bene Commune | PDCS-NS   | 19          | |
| Antonella Mularoni                       | 1961 | San Marino Bene Commune | AP        | 1           | 18. April 2014 bis 27. August 2016 Ministerin                                                                      |
| Mariella Mularoni                        | 1962 | San Marino Bene Commune | PDCS-NS   | 26          | ab 1. April 2013 Nachrückerin für Minister                                                                         |
| Pier Marino Mularoni                     | 1962 | Intesa per il Paese     | UpR       | 2           | 27. November 2014 Mandatsverzicht                                                                                  |
| Michele Muratori                         | 1983 | San Marino Bene Commune | PSD       | 14          | 25. Februar 2014 Nachrücker für Marco Tomassoni                                                                    |
| Francesco Mussoni                        | 1971 | San Marino Bene Commune | PDCS-NS   | 1           | Minister |
| Federico Pedini Amati                    | 1976 | Intesa per il Paese     | PS        | 6           | ab 6. März 2015 unabhängiger Abgeordneter                                                                          |
| Marco Podeschi                           | 1969 | Intesa per il Paese     | UpR       | 3           | |
| Nicola Renzi                             | 1979 | San Marino Bene Commune | AP        | 5           | Nachrücker für Minister bis 27. August 2016                                                                        |
| Marino Riccardi                          | 1958 | San Marino Bene Commune | PSD       | 6           | |
| Italo Righi                              | 1959 | San Marino Bene Commune | PDCS-NS   | 10          | |
| Alessandro Rossi                         | 1967 | Cittadinanza attiva     | SU        | 1           | 17. Juni 2013 Mandatsverzicht                                                                                      |
| Franco Santi                             | 1967 | Cittadinanza attiva     | Civico 10 | 2           | |
| Luca Santolini                           | 1985 | Cittadinanza attiva     | Civico 10 | 4           | |
| Nicola Selva                             | 1962 | Intesa per il Paese     | UpR       | 8           | 20. November 2014 Nachrücker für Gian Marco Marcucci                                                               |
| Vladimiro Selva                          | 1970 | San Marino Bene Commune | PSD       | 11          | Nachrücker für Minister                                                                                            |
| Lorella Stefanelli                       | 1959 | San Marino Bene Commune | PDCS-NS   | 12          | |
| Filippo Tamagnini                        | 1972 | San Marino Bene Commune | PDCS-NS   | 8           | |
| Gian Franco Terenzi                      | 1941 | San Marino Bene Commune | PDCS-NS   | 25          | Nachrücker für Minister                                                                                            |
| Mirco Tomassoni                          | 1969 | San Marino Bene Commune | PSD       | 13          | Nachrücker für Minister; 25. Februar 2014 Mandatsverzicht                                                          |
| Elena Tonnini                            | 1979 |                         | RETE      | 3           | |
| Giovanni Francesco Ugolini               | 1953 | San Marino Bene Commune | PDCS-NS   | 16          | |
| Massimo Andrea Ugolini                   | 1978 | San Marino Bene Commune | PDCS-NS   | 22          | Nachrücker für Minister                                                                                            |
| Pasquale Valentini                       | 1953 | San Marino Bene Commune | PDCS-NS   | 6           | Minister |
| Gian Carlo Venturini                     | 1962 | San Marino Bene Commune | PDCS-NS   | 2           | Minister |
| Mario Lazzaro Venturini                  | 1949 | San Marino Bene Commune | AP        | 2           | |
| Roberto Venturini                        | 1960 | San Marino Bene Commune | PDCS-NS   | 20          | |
| Andrea Zafferani                         | 1982 | Cittadinanza attiva     | Civico 10 | 1           | |
| Grazia Zafferani                         | 1972 |                         | RETE      | 5           | 11. Oktober 2013 Nachrückerin für Gloria Arcangeloni                                                               |
| Guerrino Zanotti                         | 1962 | San Marino Bene Commune | PSD       | 3           | |
| Mimma Zavoli                             | 1963 | Cittadinanza attiva     | Civico 10 | 3           | |
| Roger Zavoli                             | 1973 | Intesa per il Paese     | UpR       | 7           | 20. November 2014 Nachrücker für Giovanni Lonfernini                                                               |
| Gian Matteo Zeppa                        | 1974 |                         | RETE      | 1           | |

## Abkürzungen
- AP: Alleanza Popolare
- PDCS-NS: Partito Democratico Cristiano Sammarinese-Noi Sammarinesi
- PS: Partito Socialista
- PSD: Partito dei Socialisti e dei Democratici
- RETE Movimento RETE
- SU: Sinistra Unita
- UpR: Unione per la Repubblica